# Joel Lawrence
Joel Lawrence (Pensilvânia, 24 de setembro de 1964) é um ator pornográfico norte-americano. Iniciou sua carreira na indústria de filmes adultos em 1990, aos 26 anos de idade.

## Prêmios
- 2000 XRCO Award - venceu – Best Actor, Single Performance (Raw)[2]
- 2004 AVN Award - indicado – Best Actor in a Film[carece de fontes?]
- 2004 AVN Award - indicado – Best Supporting Actor in a Video[carece de fontes?]
- 2004 AVN Award - indicado – Best Three-Way Sex Scene in a Video[carece de fontes?]
- 2004 AVN Award - indicado – Best Anal Sex Scene in a Video[3]
- 2006 AVN Award - indicado – Best Group Sex Scene in a Film[carece de fontes?]
- 2006 AVN Award - indicado – Best Threeway Sex Scene[4]
- 2007 AVN Award - indicado – Best Group Sex Scene in a Video[5]